# ジュリアナ・パエス
ジュリアナ・コルト・パエス（Juliana Couto Paes、1979年3月26日 - ）はブラジルの女優。